# Syzygium giorgii
Syzygium giorgii là một loài thực vật có hoa trong Họ Đào kim nương. Loài này được De Wild. miêu tả khoa học đầu tiên năm 1914.